# Václav Ševčík (fotograf)
Václav Ševčík (12. července 1900 Vysoké Mýto – 30. ledna 1971 Prostějov) byl český profesionální umělecký fotograf a pedagog, zakladatel známého prostějovského fotoateliéru.

## Životopis
Václav Ševčík st. se narodil jako nejstarší ze čtyř dětí sklenáře Josefa Ševčíka (1869–1917) a Marie Štursové (1879–1956) ve Vysokém Mýtě. Měl malířský talent a od dětství rád maloval a kreslil. V této činnosti byl podporován přítelem malířem Gustavem Poršem. Po smrti otce ale nebylo v rodině dost prostředků, aby mohl nastoupit malířskou dráhu, a proto se v Chrudimi vyučil fotografem. Po vojně odešel do Prahy, kde pracoval u fotografů Mangera, Čámského a Drtikola. Zde se také seznámil se svou budoucí ženou Františkou (roz. Roháčkovou, 1903-1987), rovněž vyučenou fotografkou. V roce 1923 se vzali a společně založili svůj první fotoateliér v Klánovicích u Prahy. Jelikož v tomto místě byla jen sezónní klientela, po narození syna Vratislava (1925–2011) a dcery Vandy (1926–2016) se v roce 1927 přestěhovali do Prostějova. Zde se narodil jejich nejmladší syn Václav (1932–2022). V Prostějově manželé Ševčíkovi společně vybudovali jeden z nejlépe vybavených fotoateliérů na Moravě. Významná byla i pedagogická činnost Václava Ševčíka.
Ve svých volných chvílích se Václav Ševčík nadále věnoval kreslení a akvarelům, ke konci života i olejomalbě. Od mládí se angažoval také v Sokole, cvičil na sletech, které i filmoval, podílel se na výtvarné výzdobě sokolských šibřinek a v prostějovské sokolovně působil též jako principál loutkového divadla. Zemřel doma v roce 1971.

## Fotoateliér Ševčík
V Prostějově si Ševčíkovi s pomocí Františčina bratra otevřeli nejprve menší fotoateliér na Svatoplukově třídě č.11. Nezůstali tam dlouho, neboť jeho prostory byly stísněné, a ještě téhož roku se přemístili do novostavby na Wilsonově (dnes Husserlově) náměstí č.12. Zde žili a pracovali deset let, i když ani zde neměli pro podnikání ideální podmínky.
Svou pracovitostí, ovládnutím různých technik i širokou nabídkou, včetně prodeje fotografických přístrojů a potřeb, si Ševčíkovi záhy získali oblibu a početnou klientelu. Byli vyhledáváni pro fotografování svateb i dětských snímků. Václav často uplatňoval své výtvarné cítění při jejich tónování nebo v pastelech, vzbuzoval zájem i svými grafickými úpravami tabel. Pro reklamní účely občas využíval i projekci filmových záběrů a diapozitivů v kině. Jak rostla Ševčíkova odborná a společenská prestiž, množily se i jeho úspěchy na republikových i mezinárodních výstavách umělecké fotografie. V roce 1936 byl zvolen místopředsedou Společenstva fotografů v Olomouci. Z jeho vlastních prací byly nejvíce oceňovány především ateliérové portréty, které jsou dnes zastoupeny v řadě muzejních sbírek. Svým aparátem však zachytil také řadu významných staveb, památek a událostí v Prostějově.
Postupně nabývané zkušenosti Ševčíkovi plně využili při zařizování nového fotoateliéru, který v letech 1937–38 postavili na místě zbouraného starého domu na Wilsonově nám. č. 6. Podle svých vlastních návrhů do něj Václav Ševčík nechal vyrobit a nainstalovat skupinové osvětlení na pojízdné stropní konstrukci a tento světelný park doplnil ještě závěsnými portrétními lampami. Tyto jednožárovkové a pětižárovkové lampy „systému Ševčík“ vyráběla firma Gajdoš pak sériově i pro další ateliéry.
Během války došlo ke značnému úbytku zaměstnanců a zpracování fotografií i běžný provoz spočívaly na členech rodiny. Všechny tři děti se vyučily fotografickému oboru a ve značné míře se mu i v dalším životě věnovaly. Díky pomoci rodiny Václav Ševčík mohl zaměřit i na další činnosti, např. na zhotovování barevných fotografií. V letech 1947–1948 zkonstruoval také sklopný panoramatický fotoaparát na svitkový film, který se ale po změně poměrů už nedočkal sériové výroby.
Samostatný závod manželů Ševčíkových v roce 1951 zanikl a v dubnu 1960 došlo i k vyvlastnění jejich domu na náměstí v Prostějově. Sám Václav Ševčík ale ve své bývalé provozovně zůstal jako vedoucí a jeho ateliér byl začleněn do družstva Fotografia Olomouc a v roce 1960 přešel pod družstvo Fotografia Gottwaldov. Jeho zástupkyní a později nástupkyní se stala jeho manželka, která v této pozici vydržela až do svého odchodu do důchodu ve věku 72 let.
Po listopadu 1989 požádaly děti manželů Ševčíkových o navrácení domu s ateliérem. Jejich restituční nárok byl uznán za oprávněný a v roce 1990 byla nemovitost rodině vrácena. V ateliéru se ještě fotografuje, ale z rodiny se tomuto oboru už nikdo nevěnuje. Jméno Fotoateliér Ševčík však nese firma dodnes. Fotografie Václava Ševčíka se nacházejí ve sbírkách Uměleckoprůmyslového muzea v Praze, Slezského muzea v Opavě, Galerie a muzea Prostějovska v Prostějově, Židovského muzea v Praze a Státního okresního archivu v Prostějově. Dne 27. Června 2025 fotoateliér Ševčík ukončil svoji činnost po 87 letech provozu.

## Pedagogická činnost
V letech 1935–1936 spolupracoval Ševčík na projektu Živnostenské školy v Prostějově a založil v ní fotografické oddělení, které zde zůstalo zachováno, i když budovu později převzala Průmyslová škola strojnická. Vyučoval a předával zde své praktické zkušenosti a dovednosti jako odborný pedagog. Výchově fotografických učňů se věnoval i po transformaci školy v celostátní Středisko pracujícího dorostu až do svého odchodu do důchodu. Dlouhodobě se zabýval teorií umělého osvětlování v portrétní fotografii a na toto téma pořádal přednášky i pro profesionální fotografy. Řadu let byl také předsedou celostátní družstevní hodnotitelské komise soutěží o nejlepší portrétní, průmyslovou a reportážní fotografii.

## Výstavy

### Samostatné výstavy
- 1971: Fotograf Václav Ševčík – Výstava zakázkové fotografie z let 1925-1950. Muzeum Prostějovska v Prostějově (text v katalogu Milan Dušák)
- 2011: Portrétní fotografie z ateliéru Ševčík. Muzeum Prostějovska v Prostějově
- 2011: Václav Ševčík – Kresby a akvarely. Kulturní klub Duha, Prostějov 2011
- 2011: Dětský svět ve fotografiích z Ateliéru Ševčík. Kulturní klub Duha, Prostějov
- 2012: Svatební fotografie z ateliéru Ševčík. SOKA Prostějov
- 2020: Život a dílo fotografa Václava Ševčíka. Městská galerie v Zámku, Prostějov

### Účast na výstavách
- 1929: Výstava fotografií v Hradci Králové
- 1929: Výstava fotografií v Přerově
- 1929: Výstava fotografií v Bratislavě při Mezinárodním dunajském veletrhu (stříbrná medaile)
- 1932: Celostátní výstava fotografů z povolání v Brně (zlatá medaile a medaile firmy Gevaert)
- 1935: Výstava umělecké fotografie. Záhřeb, Jugoslávie
- 1935: Fotografický salon v Praze (Mánes)
- 1937: Výstava fotografie odborníků, Mánes, Praha březen 1937 (zlatá medaile)
- 1952: I. výstava barevné fotografie LUT, Praha 1952
- 1952: Výstava černobílé a barevné fotografie v Olomouci (Fotografia Olomouc)
- 1953: Výstava černobílé a barevné fotografie v Prostějově (Fotografia Olomouc)
- 1953: Výstava černobílé a barevné fotografie v Přerově (Fotografia Olomouc)

### Výstavy družstevní fotografie
- 1955: Výstava barevné fotografie v Olomouci, Prostějově, Bruntále, Jeseníku a Šumperku (Fotografia Olomouc)
- 1955: Výstava barevné fotografie družstev Fotografia v Praze
- 1961: Výstava fotografií družstva Fotografia Olomouc v Přerově, v Olomouci a ve Valašském Meziříčí
- 1965: Výstava 15 let úspěšné práce výrobních družstev Fotografia Gottwaldov, Olomouc a Ostrava v Gottwaldově

### Vlastní práce
- V.Š, : I. Osvětlování portrétu, Věstník fotografů, roč. XXI 1943, č. 9, s. 115-116.
- V.Š. : II. Osvětlování portrétu, Věstník fotografů, roč. XXI 1943, č. 11, s. 124-125.
- V.Š. : Reforma fotografického školství, Věstník fotografů, roč. XXI 1943, č. 2, s. 23-24.
- V.Š. : Komposice ve fotografii, Věstník fotografů, roč. XXII 1944, č. 5, s. 33-34.
- V.Š. : Komposice ve fotografii, Věstník fotografů, roč. XXII 1944, č. 6, s. 41-42.
- V.Š. : Vývoj učňovského fotografického školství, Zpravodaj fotografů, roč. 1, 1947, č. 1, s. 4-5.

### Celostránkové publikované fotografie
- V.Š. : Studie při oblékání, katalog Celostátní výstavy fotografů z povolání, Brno 1932
- V.Š. : Hlava starce, Foto-Noviny, roč.XVII 1937, za s. 40
- V.Š. : Portrét Vladimíra Ambrose, Foto-Noviny, roč.XX 1939, mezi s.166 a 167
- V.Š. : Květina, Věstník fotografů, roč.XXI 1943, č.4, foto na obálce
- V.Š.: Babička, Věstník fotografů, roč.XXI 1943, č.6, foto 3
- V.Š. : Hlava starce, Věstník fotografů, roč.XXI 1943, č.6, foto 4
- V.Š. : Portrét I., Věstník fotografů, roč.XXI 1943, č.9, foto 2
- V.Š. : Portrét II,, Věstník fotografů, roč.XXI 1943, č.9, foto 3
- V.Š. : Portrét R.Jiříkovského, Věstník fotografů, roč.XXI 1943, č.11, foto 1
- V.Š. : Portrét, Věstník fotografů, roč.XXII 1944, č.5, foto 1
- V.Š. : Dítě s hrkáčkem, Zpravodaj fotografů, roč.1 1947, č.12, foto 1